# Джобава Баадур Олександрович
Баадур Олександрович Джобава (груз. ბაადურ ჯობავა; 26 листопада 1983, Галі) — грузинський шахіст, гросмейстер з 2001 року. Дворазовий чемпіон Грузії (2003 і 2007).
 Учасник 7 олімпіад (2000–2014), на XXXVI-й в Кальвії посів 1-е місце в особистому заліку. 
Дитинство провів у Автономній республіці Абхазії, з шахами 4-річного Баадура познайомив батько. Після початку грузино-абхазької війни родина переїздить до незалежної України у  Харків.
Його рейтинг станом на січень 2017 року — 2701 (43-тє місце у світі, 1-ше у Грузії).

## Кар'єра

### 2014
У лютому 2014 року Баадур Джобава з результатом 7 очок з 9 можливих (+5-0=4) переміг на престижному опен-турнірі «Меморіал Д.Бронштейна», що проходив в Мінську, випередивши за додатковими показниками українців Сергія Федорчука та Михайла Олексієнка.
У листопаді 2014 року з результатом 6 очок з 11 можливих (+3-2=6) розділив 4-7 місця на другому етапі Гран-прі ФІДЕ 2014/2015, що проходив в Ташкенті.
У грудні 2014 року набравши 6 очок з 9 можливих (+5-2=2), Баадур Джобава посів 22 місце на турнірі «Qatar Masters Open 2014».

### 2015
У січні 2015 року Джобава набравши лише 3 очки з 13 можливих (+2-9=2) посів останнє 14 місце на турнірі ХХ категорії, що проходив у Вейк-ан-Зеє.
У лютому 2015 року, набравши 5 очок з 11 можливих (+3-4=4), Баадур розділив 8-10 місця на третьому етапі серії Гран-прі ФІДЕ 2014/2015 років, що проходив в Тбілісі.
У травні 2015 року з результатом 4 очки з 11 можливих (+1-4=6) посів 11 місце на четвертому етапі Гран-прі ФІДЕ 2014/2015, що проходив у Ханти-Мансійську. У загальному заліку серії Гран-прі ФІДЕ 2014/2015 Джобава посів 14-е місце (135 очок).
У листопаді 2015 року в складі збірної Грузії посів 9 місце на командному чемпіонаті Європи, що проходив у Рейк'явіку. Крім того, з результатом 5½ очок з 9 можливих (+3-1=5) посів 7 місце серед шахістів, які виступали на першій шахівниці..

### 2016
У квітні 2016 року з результатом 6 очок з 9 можливих (+6-3=0) посів 26-те місце на турнірі «Dubai Open 2016», що проходив в Дубай.
У травні 2016 року з результатом 8 очок з 11 можливих (+6-1=4) посів 3-тє місце на чемпіонаті Європи, що проходив у місті Джяковіца (Косово).
У вересні 2016 року в складі збірної Грузії посів 24-те місце на шаховій олімпіаді, що проходила в Баку. Набравши 8 з 10 можливих очок (+6-0=4), Джобава показав найкращий результат (турнірний перформанс — 2926 очок) серед шахістів, які виступали на 1-й шахівниці.
У грудні 2016 року на чемпіонаті світу зі швидких та блискавичних шахів, що проходив у м. Доха (Катар), Баадур посів:
 — 72-ге місце на турнірі зі швидких шахів, набравши 7 з 15 очок (+3-4=8),
 — 15-те місце на турнірі з блискавичних шахів, набравши 12½ з 21 очка (+11-7=3).

## Зміни рейтингу
| На цьому місці має відображатися графік чи діаграма, однак з технічних причин його відображення наразі вимкнено. Будь ласка, не видаляйте код, який викликає це повідомлення. Розробники вже працюють для того, щоби відновити штатне функціонування цього графіка або діаграми. | |
| | На цьому місці має відображатися графік чи діаграма, однак з технічних причин його відображення наразі вимкнено. Будь ласка, не видаляйте код, який викликає це повідомлення. Розробники вже працюють для того, щоби відновити штатне функціонування цього графіка або діаграми. |